# Primera División Uruguaya 1959
Il campionato era formato da dieci squadre e il Peñarol vinse il titolo.

## Classifica finale
| Pos. | Squadra              | G  | V  | N | P  | GF | GS | Punti |
| ---- | -------------------- | -- | -- | - | -- | -- | -- | ----- |
| 1    | Peñarol              | 18 | 12 | 2 | 4  | 35 | 20 | 26    |
| 2    | Nacional             | 18 | 11 | 4 | 3  | 33 | 14 | 26    |
| 3    | Racing Montevideo    | 18 | 10 | 2 | 6  | 29 | 25 | 22    |
| 4    | Cerro                | 18 | 8  | 3 | 7  | 31 | 32 | 19    |
| 5    | Montevideo Wanderers | 18 | 8  | 2 | 8  | 32 | 39 | 18    |
| 6    | Defensor             | 18 | 6  | 4 | 8  | 34 | 35 | 16    |
| 7    | Rampla Juniors       | 18 | 5  | 5 | 8  | 26 | 26 | 15    |
| 8    | Sud América          | 18 | 6  | 2 | 10 | 22 | 30 | 14    |
| 9    | Liverpool            | 18 | 6  | 2 | 10 | 24 | 32 | 14    |
| 10   | Danubio              | 18 | 3  | 4 | 11 | 19 | 32 | 10    |

G = Partite giocate; V = Vittorie; N = Nulle/Pareggi; P = Perse; GF = Goal fatti; GS = Goal subiti; 

## Classifica marcatori
| Gol |  |  | Giocatore          | Squadra              |
| --- |  |  | ------------------ | -------------------- |
| 13  |  |  | Víctor Guaglianone | Montevideo Wanderers |